# Insein-Gefängnis

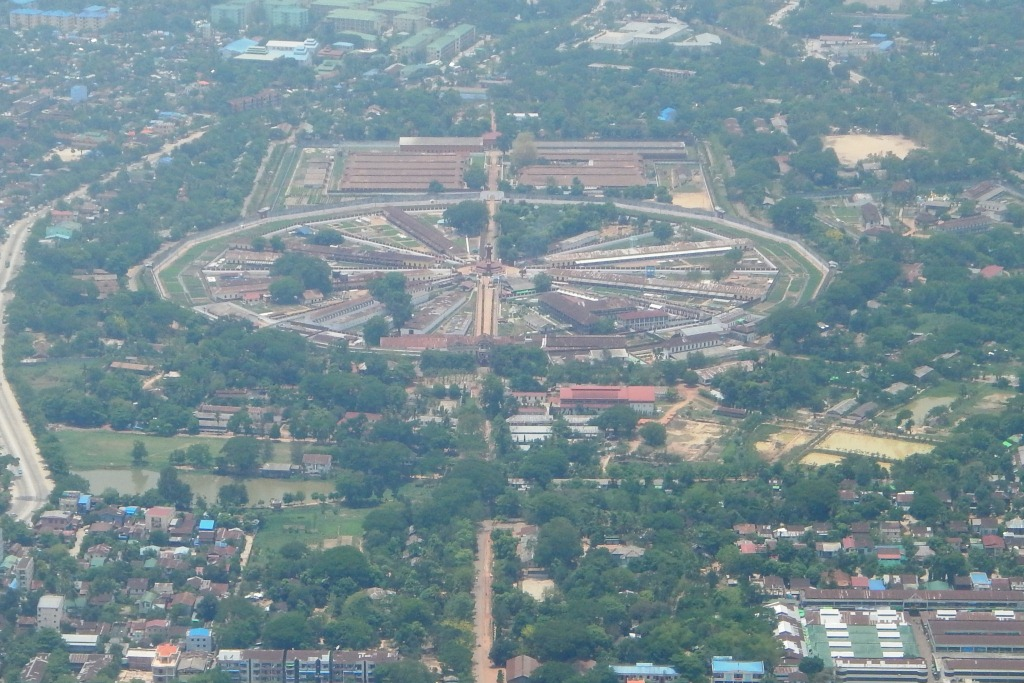
Luftansicht des Gefängnisses

Das Insein-Gefängnis (ausgesprochen wie das englische "insane" für wahnsinnig) ist ein Gefängnis in Insein im Verwaltungsbezirk Yangon-Region nördlich von Rangun in Myanmar. 

## Geschichte
Das Gefängnis wurde 1886 nach dem Pentonville-Modell errichtet, das wiederum auf den Theorien von Jeremy Bentham basierte.

## Aktuelle Situation
Das Gefängnis wird derzeit von der Militär-Junta geführt und zum großen Teil zur Unterdrückung von politischen Dissidenten genutzt.
Das Innenministerium in Myanmar nennt Zahlen von rund 400 Wachleuten und 5.000 Gefangenen. Unabhängige Schätzungen gehen von bis zu 10.000 Häftlingen aus.
Das Gefängnis ist weltweit für seine unwürdigen und schmutzigen Zustände und Foltermethoden bekannt. Zu den bekanntesten Insassen gehört die Menschenrechts-Aktivistin und Friedensnobelpreis-Trägerin Aung San Suu Kyi, die hier 2009 für mehrere Monate inhaftiert war.
Im März 2021 ließ die Militär-Junta mehr als 600 der etwa 2700 Menschen, die zuvor bei Demonstrationen nach dem Militärputsch in Myanmar festgenommen worden waren, frei.